# Texas Pacifico Transportation
Texas Pacifico Transportation Ltd. (reporte de marca TXPF) es una empresa operadora de Línea corta en el oeste de Texas propiedad de Grupo México. La compañía opera sobre la línea ferroviaria South Orient bajo un contrato de arrendamiento y operación con el Departamento de Transporte de Texas y Texas Pacifico Transportation, Ltd. La compañía Texas Pacifico comenzó a prestar servicio en marzo de 2001.
La línea ferroviaria South Orient va desde San Angelo Junction (cerca de Coleman, Texas) hasta la ciudad fronteriza mexicana de Presidio, Texas. La línea ha sido rehabilitada desde San Angelo Junction a través de San Angelo y hasta Alpine, Texas. Se están realizando mejoras de capital para el resto de la vía exceptuada.
Texas Pacifico se intercambia con BNSF Railway y Fort Worth y Western Railroad en San Angelo Junction y Union Pacific Railroad en Alpine. El tráfico se había intercambiado con Ferromex en Presidio sobre el puente ferroviario internacional Presidio-Ojinaga, pero el puente estuvo fuera de servicio luego del incendio ocurrido el 29 de febrero de 2008. Se espera que el servicio a México a través del puente reparado se reanude después de que se haya instalado las Oficina de Aduanas y Protección Fronteriza de los Estados Unidos.